# Diversidad sexual en Italia
Las personas LGBT+ en Italia se enfrentan a ciertos desafíos legales y sociales no experimentados por otros residentes. La actividad sexual entre personas del mismo sexo ha sido legal desde 1887 y desde 2016 las parejas del mismo sexo pueden acceder a la unión civil.
Sin embargo, Italia es uno de los últimos países de Europa Occidental en donde aún no se ha legalizado el matrimonio entre personas del mismo sexo.

## Historia

### Los griegos

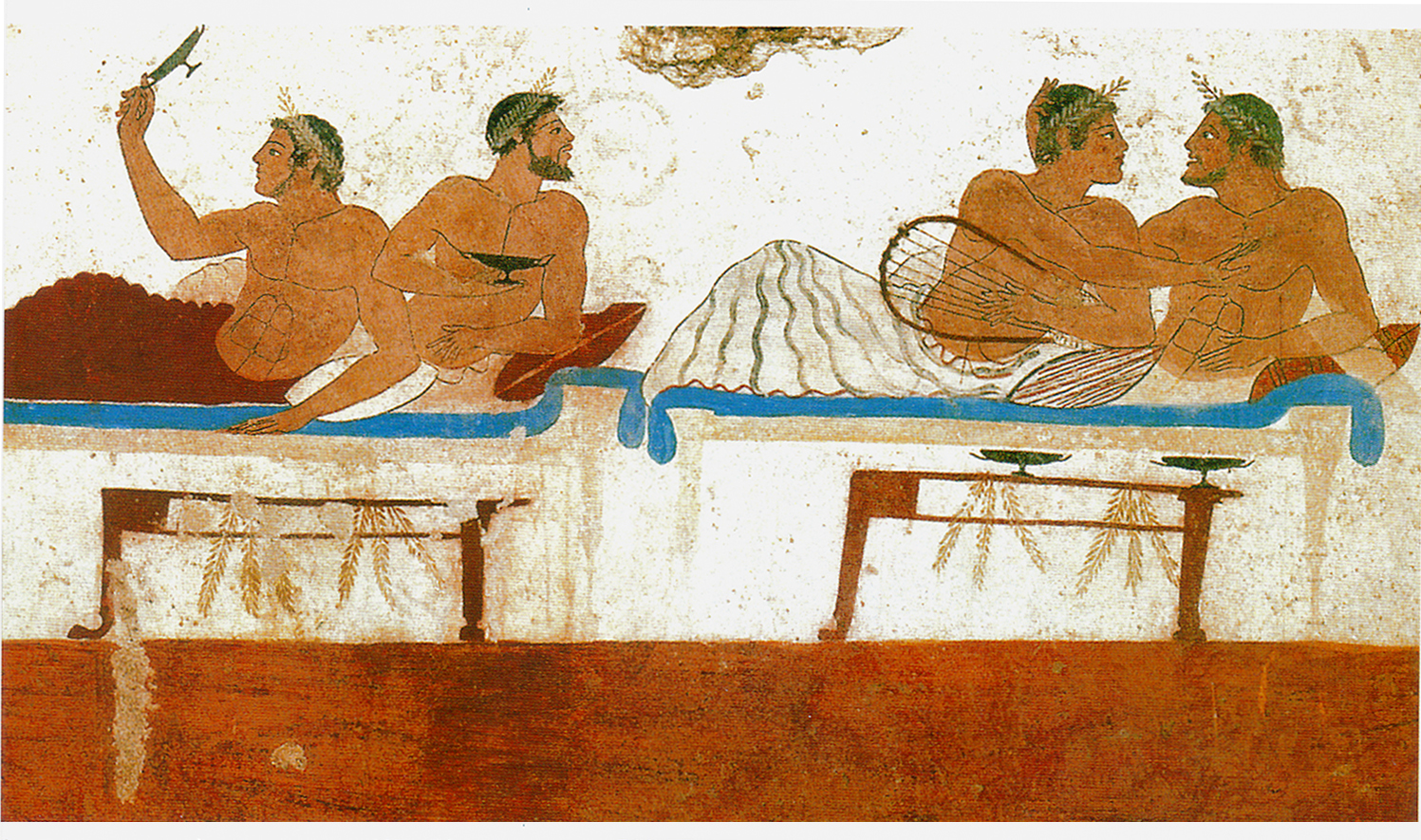
Fresco de una tumba en la colonia griega de Paestum, con la representación de un simposio.

A partir del siglo VIII hasta la invasión romana, los griegos crearon una pujante civilización en el sur de Italia, la Magna Grecia. El área estuvo completamente integrado en la cultura y la civilización griegas.
La forma socialmente aceptable de homosexualidad en la Antigua Grecia era la pederastía, que consistía en la relación amorosa entre un adulto libre a menudo de clase alta, el erastés, y un adolescente entre 12 y 17 años o a veces algo mayor, el eromenos. La relación servía como iniciación como adulto para el eromenos; el erastes era responsable de la educación como ciudadano de su pupilo y la relación acababa habitualmente con la aparición del primer vello, el anthos, momento en el que dejaba de ser atractivo para el erastes. Existían algunas excepciones, era el caso de los philoboupais, en los que el eromenos seguía manteniendo el interés del erastes. El eromenos, después de hacerse adulto, pasaba a convertirse a su vez en erastes. Esta actividad como erastes no impedía tener una esposa e hijos, o tener relaciones con las hetairai, pero el amor romántico, tal como se entiende hoy, estaba reservado a las relaciones entre hombres.
La homosexualidad, tanto entre adultos como en forma de relación pederástica, es relativamente común en la literatura griega. El amor entre Aquiles y Patroclo en la Ilíada, una de las obras más antiguas de la literatura griega, ha sido interpretado tanto en la antigüedad como en época moderna como un amor homosexual. En la Ilíada también aparece el rapto de Ganimedes y en la Odisea la relación entre Telémaco y Pylos. Hesíodo, Arquíloco, Alceo de Mitilene, Píndaro y la mayoría de los poetas griegos clásicos hablan en sus obras sobre la pederastia con normalidad. Es muy conocida la explicación de la homosexualidad que da Aristófanes en El banquete de Platón, o en su versión original Symposion. Con la edad, Platón se hizo cada vez más hostil a la práctica de la homosexualidad, calificándola de «contra natura» (elemento que emplearon autores judeocristianos posteriores en sus razonamientos). No obstante la idea platónica del amor, entraba dentro de su profunda misoginia, por lo que para él el verdadero amor (eros) era el homosexual siempre y cuando este no se viera consumado. Aristóteles diferenció entre dos tipos de homosexualidad: la innata y la adquirida, habitualmente por abuso sexual. La medicina griega tenía tendencia a considerar la homosexualidad como parte del carácter de la persona. Pitágoras fundó en el año 530 a. C. en Croton una escuela pederástica de filosofía.
La actitud de los griegos frente a la sexualidad estaba definida por tres puntos básicos: la distinción primordial era entre activos, ho poion, y pasivos, ho paschon, no entre homo y heterosexuales; las actitudes cambiaban según la clase social; y los únicos que tenían derecho a seguir su placer sexual fuera del matrimonio eran los hombres. En general, las mujeres y los niños eran considerados inferiores y los hombres afeminados eran tratados con desprecio y burla, como demuestran las obras de teatro de Aristófanes. Existe poca información sobre la actitud frente al lesbianismo, pero, gracias a las noticias que existen sobre la vida de Safo, que pasó una larga temporada exiliada en Siracusa, en Sicilia, se cree que podía haber existido una institución similar a la pederastia masculina para las mujeres.

### Los etruscos

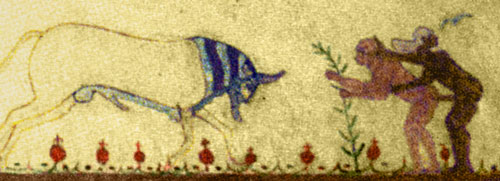
Fresco etrusco (hacia 540 a. C.) de la necrópolis de Tarquinia en el Lacio.

Los etruscos dominaron el centro de la Península itálica entre los siglos VI y III a. C. Se considera que su civilización estuvo muy influenciada por los antiguos griegos, pudiéndose considerar incluso como parte de la civilización clásica.
Dejaron pocos testimonios escritos, por lo que no existe demasiado información directa sobre su pensamiento y sociedad. Por otra parte, se han conservado numerosas obras de arte, entre las que destacan algunas con motivos homoeróticos. La más antigua es un fresco de hacia 540 a. C. en una tumba de Tarquinia, una de las ciudades etruscas más importantes. No está claro lo que representa la escena, pero se puede ver a un hombre penetrando analmente a otro, mientras un toro embiste a ambos por delante. Otros frescos en tumbas etruscas representan simposios al estilo griego, con hombres semidesnudos y desnudos en gestos íntimos. Las representaciones de hombres desnudos son numerosas en el arte etrusco, tanto en jarrones como en reverso de los espejos, siguiendo el modelo griego. En una cista de hacia el 400 a. C. se representa a hombres desnudos en diecisiete poses distintas. También existen algunas representaciones de escenas míticas homosexuales griegas, como el rapto de Crisipo por Layo.

### Los romanos

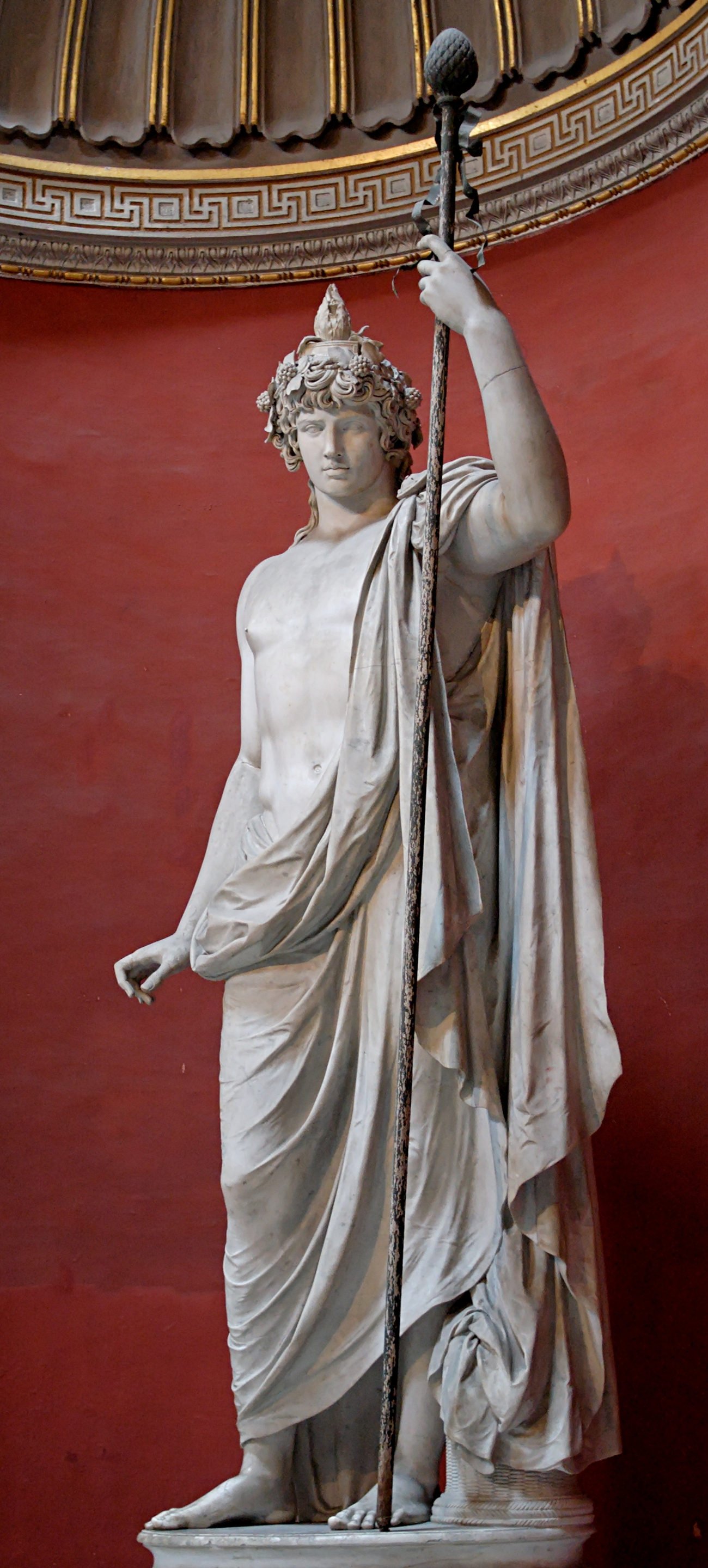
Estatua colosal de Antínoo, amante del emperador Adriano. Aquí representado como Dioniso-Osiris. Obra romana en mármol, conservada en Roma, en el Museo Pio-Clementino.

En la sexualidad romana era más importante el estatus que la persona, que su sexo. Así, los hombres podían penetrar a jóvenes esclavos, eunucos, prostitutos de la misma forma que a sus esposas, esclavas, concubinas o prostitutas. En cambio, ningún ciudadano de reputación tendría sexo con otro ciudadano, ni dejaría que otro hombre lo penetrara, independientemente de la edad o el estatus. La distinción era estricta entre el homosexual activo (que a veces se acostaba con mujeres y a veces con hombres) y el pasivo, que era visto como servil y afeminado. Esta moralidad fue usada por ejemplo contra César, cuyos supuestos escarceos con el rey de Bitinia estaban en boca de toda Roma. En general, en Roma dominaba una forma de pederastia muy similar a la practicada por los griegos.
El lesbianismo también era conocido, tanto en su forma sáfica, es decir, entre mujeres femeninas que compartían el sexo con adolescentes —una especie de pederastia femenina—, como el tribadismo, en el que mujeres de aspecto varonil desempeñaban actividades masculinas, incluyendo la lucha, la caza y la relación con mujeres.
El color verde fue durante siglos un código para los homosexuales. A los hombres afeminados se les llamaba galbinati, precisamente por su supuesta afición por el color verde.

#### La llegada del cristianismo
La moralidad romana ya había cambiado hacia el siglo IV, en el que Amiano Marcelino critica amargamente las costumbres sexuales de los taifali, una tribu bárbara situada entre los Cárpatos y el Mar Negro, que practicaba la pederastia de estilo griego. En 342 los emperadores Constantino y Constancio introdujeron una ley para castigar la homosexualidad pasiva, posiblemente con la castración, ley que fue ampliada en el 390 por Teodosio, que deja quemar en la hoguera a todos los homosexuales pasivos que trabajaban en burdeles. En 438 la ley fue ampliada a todos los homosexuales pasivos y en el 533 Justiniano castigaba cualquier acto homosexual con la castración y la hoguera, ley que se hizo más estricta en el 559.
Se han dado tres razones para este cambio de actitud. Procopio de Cesarea, historiador de la corte de Justiniano, consideró que tras las leyes había motivos políticos, ya que permitieron a Justiniano eliminar a enemigos políticos, quedarse con sus propiedades y no tuvieron mucha eficacia eliminando la homosexualidad entre la gente corriente. La segunda razón y quizás la de más peso, sería la extensión del cristianismo dentro de la sociedad romana, que fue asumiendo el paradigma cristiano de que el sexo debe servir exclusivamente para la reproducción. Colin Spencer, en su libro Homosexuality. A history, avanza la posibilidad de que un cierto sentido de autoprotección de la sociedad romana tras sufrir alguna epidemia (como la peste, por ejemplo) aumentó la presión reproductiva sobre los individuos. Este fenómeno estaría combinado con la extensión del estoicismo en el Imperio.
Hasta el año 313 no hubo una doctrina común en el cristianismo sobre la homosexualidad, pero anteriormente san Pablo ya había criticado la homosexualidad como contra natura:

Y del mismo modo también los hombres, dejando el uso natural de las mujeres, se encendieron en sus concupiscencias los unos con los otros, cometiendo cosas nefandas hombres con hombres, y recibiendo en sí mismos la recompensa que convino a su extravío.
Biblia Reina-Valera 1602: 45.Romanos: 1

Poco a poco los Padres de la Iglesia fueron creando un cuerpo literario en el que se condenaba la homosexualidad y el sexo en general en los términos más enérgicos, luchando contra una práctica común en la sociedad de la época, incluyendo la primitiva Iglesia. Por otra parte se identificó a la homosexualidad con la herejía desde muy pronto, no solo a causa de las costumbres paganas, sino también debido a los rituales de algunas sectas gnósticas o del maniqueísmo, que, según San Agustín, practicaban ritos homosexuales.

### La Edad Media
En 1233 el papa Gregorio IX creó la Inquisición papal, que, aunque tenía como misión principal velar por ortodoxia religiosa, no dejó de imponer la moral sexual cristiana, ya que herejía y sodomía seguían siendo consideradas próximas. A principios del siglo XIII se formaron en Italia confraternidades de hombres píos que ayudaban a la Inquisición en su trabajo. Una de ellas, la Sociedad de María Inmaculada, fue nombrada en la década de 1260 responsable de la persecución de sodomitas por las leyes de la ciudad de Bolonia. En 1242 los estatutos de Perugia nombraban a 40 hombres como responsables de la persecución de sodomitas, ocho por cada uno de los cinco distritos de la ciudad.
Así, en la década de 1230 triunfaba una moral más estricta, contra el juego, la bebida, la prostitución, el aborto y la sodomía. La primera ciudad en introducir la pena de muerte para la sodomía fue Bolonia, un feudo papal, en 1259; le siguieron Padua en 1329, Roma en 1363, Cremona en 1387, Lodi en 1390, Bassano en 1329, Carpi en 1494 y Génova en 1556. La mayoría de las ciudades condenaban a muerte en la hoguera a la primera ofensa; las menos condenaban a castración o multas. No es conocido hasta que punto estas leyes eran aplicadas, debido a la falta de documentación y estudio.
Durante la Edad Media se encuentran algunos elementos homoeróticos en la literatura, aunque el mayor número de menciones de la sodomía es para condenarla. Entre estos segundos destaca Pedro Damián y su Liber gomorrhianus. Entre los primeros se puede mencionar el poema O admirabile veneris, escrito por un clérigo en el siglo XI, y, ya en el siglo XIII, algunas obras de Brunetto Latini, Rustico di Filippo y Guido Cavalcanti. Una de las menciones más sorprendentes de los sodomitas es la que hace Dante en la Divina comedia. En los cantos decimoquinto y decimosexto del «Infierno» los sodomitas aparecen en el séptimo infierno, entre aquellos que más ofenden a Dios; en cambio estima personalmente a los pecadores, entre los que se encuentra Brunetto Latini. En cambio, en el «Purgatorio», en el «Canto Vigésimo sexto», la sodomía aparece entre los pecados de lujuria, el menos grave de los siete pecados capitales.

### El Renacimiento

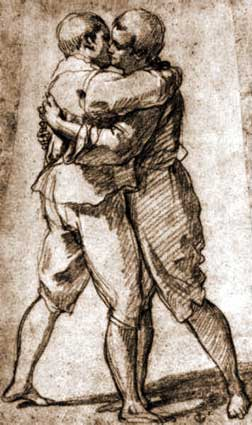
Dos hombres besándose (hacia 1600) de Bartolomeo Cesi.

El Renacimiento italiano, al igual que el del resto de Europa, resulta paradójico en que, por una parte el descubrimiento de los clásicos griegos y romanos llevase a un renacimiento del «amor griego», que influenció enormemente las artes italianas, pero por otro provocase una represión organizada de la sodomía a un nivel nunca visto con anterioridad.
La mayoría de los encuentros sexuales se realizaban en casas particulares. No pocas veces aquellos con poder y posición los empleaban para conseguir favores sexuales. En otros casos, la relación entre un hombre mayor y otro más joven se basaba en los sentimientos mutuos, que a menudo superaban diferencias sociales. La mayoría de los sodomitas estaban casados, empleando muchos el matrimonio como pantalla. Los encuentros con otros hombres serían casuales y de forma irregular.
Pero existen indicios de la existencia de camarillas de homosexuales que bajo la apariencia de grupos de intereses podían dar libertad a sus sentimientos homoeróticos, siempre y cuando se sometieran al dogma cristiano y tuvieran el favor del gobernante de turno. Los artistas y pintores renacentistas, tanto casados como solteros, a menudo vivían en estructuras homosociales, en las que el maestro reunía bajo su techo una serie de jóvenes discípulos. El maestro y los alumnos de su taller compartían la vida prácticamente en familia, desde las tareas de la casa, hasta el sueño en camas comunales. Este tipo de estructuras, en las que el favorito no era necesariamente el que más talento demostraba, se perpetuaban en el tiempo cuando un discípulo heredaba el taller, retomando los conocimientos y el estilo del maestro y formaba un nuevo grupo de discípulos a su alrededor. Las estructuras, que idealmente hubieran podido extenderse ad infinitum, habitualmente solo sobrevivían a un ciclo maestro-discípulo. En Florencia se pueden nombrar los siguientes ejemplos: Ghiberti - Donatello - Bertoldo di Giovanni; Filippo Lippi - Botticelli - Filippino Lippi; Verrocchio - Leonardo da Vinci - Salai.
Fuera del ambiente artístico, se pueden nombrar los grupos neoplatonicos formados en Florencia, Roma y Venecia. El más famoso fue la Academia florentina, cuyos fundadores, los amigos íntimos Marsilio Ficino y Giovanni Pico della Mirandola, se deshacían en loas el uno al otro en nombre del «amor divino». También la Academia romana, reunida en torno a Julio Pomponio Leto, hacía de la belleza masculina su ideal. La Academia se disolvió cuando dos nobles venecianos se quejaron al papa de Leto, que había escrito cartas de amor a sus hijos. Varios de los miembros de la Academia no sobrevivieron a las torturas y la prisión, que solo acabaron con la muerte del papa Paulo II y la subida al trono papal de Sixto IV. El nuevo papa no solo liberó a los presos, sino que los elevó a puestos importantes. Pomponio y sus amigos escribieron un libro en alabanza del «joven más hermoso de Roma», Alessandro Cinuzzi, a la muerte de este a los 16 años.
Al contrario que la prostitución femenina, la masculina estaba perseguida por la ley. Aun así, estaba relativamente extendida en las ciudades italianas, aunque resulta difícil distinguir entre el cobro regular de servicios, regalos voluntarios, extorsión y manutención. Por ejemplo, no era raro que muchachos, los fanciulli, se arreglaran para resultar más atractivos o que presumiesen de sus conquistas, como criticaba Bernardino de Siena en Florencia en el siglo XV. En Venecia incluso se aprobaron numerosas leyes contra estos jóvenes, que se cumplían con extrema brutalidad, castigando con latigazos o cortando la nariz a niños de hasta diez años. Los prostitutos tenían motes obscenos, como «Sterconus» (de stercora, «heces»), «Lentullus mollis» (de lentus, «flexible», «suave», lentulus, «resistente» y mollis, «blando») o «Cornutus». En Roma produjo un cierto revuelo el caso de «Barbara hispana», un travestido negro que fue detenido junto con una cortesana; finalmente fue quemada en la hoguera, tras un ritual especialmente cruel.

### Los siglosXVIIyXVIII
No existe mucha información sobre la homosexualidad en Italia los siglos XVII y XVIII y la información que existe es fragmentaria, sobre todo debido a la censura y a la falta de voluntad de estudiar o incluso presentar este aspecto por parte de muchos historiadores. Por ejemplo, entre los literatos solo se puede mencionar a Francesco Algarotti, amante de Federico el Grande, y a Vittorio Alfieri (1749-1803).
La sodomía seguía siendo delito, con olas de persecuciones que aumentaban y disminuían. Un ejemplo es el caso de Giuseppe Beccarelli, cuya condena por herejía fue aumentada a cadena perpetua por sodomía. La Ilustración también llevó en Italia a la discusión sobre la descriminalización de la sodomía. Como ejemplo solo se conoce el libro del jurista Cesare Beccaria, Dei delitti e delle pene (1746), pero se puede suponer la punta del iceberg de un debate más generalizado. Con el paso del tiempo la condena a muerte por sodomía fue desapareciendo de las condenas. Parece que durante esta época surgió el modelo de la «tolerancia represiva», que se generalizaría más tarde a todo el país.
Un caso estudiado con detalle por Judith Brown fue el de la abadesa Benedetta Carlini (1591–1661), que experimentaba epifanías místicas haciendo el amor con la hermana Bartolemea. Tras su descubrimiento, fue mantenida bajo arresto los restantes 35 años de su vida. Otro caso bien conocido es el de Gian Gastone de Médici (1671–1737), el último Gran Duque de Toscana perteneciente a la familia Médici. Gian Gastone de Médici tenía por costumbre realizar orgías con jóvenes chaperos que reclutaba para él Giuliano Dami entre las clases más modestas, a cambio de una renta anual.

### Entre elsigloXIXy las primeras décadas delsigloXX

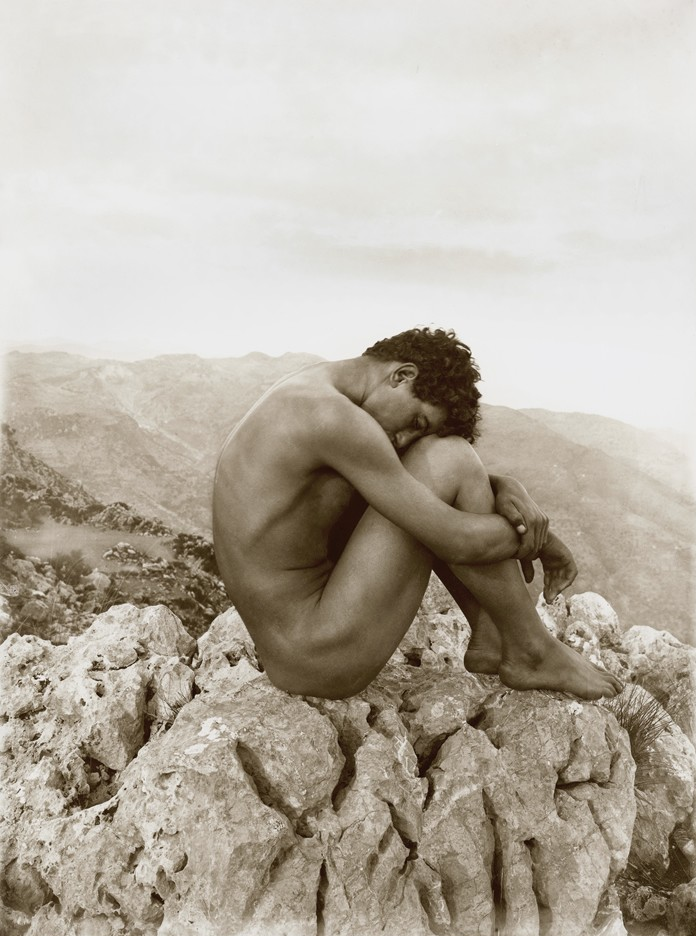
Caín (hacia 1902) de Wilhelm von Gloeden (1856-1931).

Tras la creación del Reino de Italia en 1861, se retomó el código penal sardo, ya que la iniciativa de la unificación nacional había salido del Reino de Cerdeña. La mayoría de los estados italianos habían eliminado la sodomía bajo influencia de Napoleón, pero Cerdeña era la excepción, así que para la mayoría del país los «actos libidinosos contra natura» volvieron a ser un delito durante 24 años, a excepción del sur, el antiguo Reino de las Dos Sicilias, donde no se aplicó la ley. La ley, que castigaba los hechos con cárcel y trabajos forzados, se aplicó en numerosas ocasiones, incluyendo el caso de dos jóvenes en Génova que fueron condenados a tres años de cárcel basándose exclusivamente en las declaraciones de un huésped en su albergue que dijo haber oído un diálogo comprometedor. La ley contra la sodomía de Cerdeña, el artículo 425 del Código Penal, se anuló en 1889. Ese mismo año, el 30 de junio, el nuevo Código Penal unificado de Italia, el llamado «Código Penal Zanardelli», ya no incluía el delito.
Durante finales del siglo XIX y las primeras décadas del siglo XX, Italia se convirtió en el refugio de los intelectuales homosexuales europeos y estadounidenses. Gays y lesbianas se veían atraídos por una mítica bisexualidad mediterránea y una supuesta predisposición de los jóvenes italianos a relacionarse con los «excéntricos», como se llamaba a menudo a los homosexuales. Jóvenes de casi todas las ciudades italianas se ofrecían para tener sexo con turistas extranjeros, casi siempre a cambio de favores, regalos o dinero, como hacían los campesinos tiroleses, que incluso ofrecían tarifas especiales fuera de temporada. Al igual que en el resto de Europa y en Estados Unidos, los soldados a menudo se ofrecían a cambio de dinero o regalos. También los gondoleros de Venecia tenían una larga tradición de prostituirse para complementar sus ingresos en invierno, aunque un estricto código de conducta solo les permitía el sexo activo con hombres. Este fenómeno, que también se extendía al sur del Mediterráneo, a Marruecos o Túnez, se veía reforzado en Italia por la falta de legislación contra la homosexualidad. Literatos como Oscar Wilde, Somerset Maugham, Jacques Fersen, Axel Munthe, E. M. Forster, Henry James, Norman Douglas, Romaine Brooks o Natalie Barney pasaban vacaciones o largas temporadas en Roma o en el sur, en la costa entre Taormina y Capri. En Roma, durante algún tiempo, existió una pequeña colonia de escultoras lesbianas estadounidenses, a la que pertenecían Emma Stebbins y su mecenas y compañera Charlotte Cushman, Mary Edmonia Lewis, Harriet Hosmer y Anne Whitney. A esta fama contribuyeron no poco las fotografías de Wilhelm von Gloeden, Wilhelm von Plüschow, Vincenzo Galdi, Frederick Rolfe o Gaetano D'Agata, cuyas postales «artísticas» se vendían en toda Europa.
Dentro de este ambiente se produjo el escándalo de Friedrich Krupp. Krupp, heredero de una de las mayores fortunas de Alemania, tenía costumbre de pasar largas temporadas en Capri, donde se dedicaba a la Oceanografía y, lejos del control de su padre y de su esposa, a disfrutar de los hombres jóvenes locales. Mientras las autoridades locales miraban para otro lado gracias a la generosidad de Krupp, algunos periódicos italianos amenazaron a principios de 1902 con publicar fotos escandalosas. Las informaciones pasaron de los periódicos italianos a los alemanes aumentando las revelaciones escandalosas. Krupp se quitó la vida el 22 de noviembre de 1902 y posteriormente el escándalo se ocultó.
Esta voluntad de mirar hacia otro lado para los «excéntricos» extranjeros, no se puede considerar una señal de liberalidad de las costumbres. El hecho de que no hubiese leyes contra la homosexualidad, sea debido a que no se considerase el «vicio infame» tan extendido o a que se prefería ocultar el delito para no «extenderlo», no produjo un desarrollo de la conciencia o la identidad homosexual, sino que generó una cultura en la que la hipocresía toleraba la práctica y no se perseguía legalmente, con la condición de la ocultación vergonzosa. Esta actitud se viene llamando «tolerancia represiva». Los homosexuales debían comunicarse de forma muy discreta y buscaban códigos compartidos para contactar con otros. A pesar de que el verde seguía usándose, como recuerda el clavel verde que siempre lucía Oscar Wilde en su ojal, en la primera década del siglo XIX, el color rojo se extendió como un código para reconocer a los homosexuales; sobre todo corbatas y pañuelos rojos eran indicios de que quien las llevaba podía ser homosexual. También fue durante estos años cuando el color rosa comenzó a relacionarse con los homosexuales. Sin embargo, un artista como Tommaso Sgricci, cuyo talento para la improvisación de poemas le convirtió en algo así como un héroe nacional, bajo protección del Gran Duque de Toscana, podía mostrar su homosexualidad bajo el precio de convertirse en objeto de burlas, a las que incluso podía responder sin consecuencias. No por ello la policía dejó de vigilarle estrechamente.

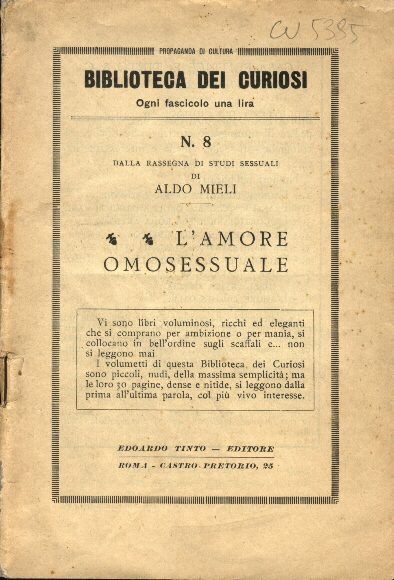
L'amore omosessuale (hacia 1925), opúsculo de Aldo Mieli

Naturalmente, también se produjeron escándalos relacionados con la homosexualidad cuando el hecho llegaba a la opinión pública. En 1902 hubo una acusación infundada contra un maestro del instituto Vinanti de Vicenza, una de las pocas instituciones educativas laicas de la ciudad, de haber cometido «obscenidades indecibles» con niños. A pesar de que se demostró que la acusación era falsa y de que el dueño del colegio, Vinanti di Bassano del Grappa, había despidido al maestro, la autoridad escolar cerró el colegio alegando falta de control y la posibilidad de que un hecho así pudiera ocurrir. Finalmente, tras muchas órdenes contradictorias, discusiones y trapicheos, se decidió traspasar la dirección del instituto otras manos y nombrar una comisión de vigilancia de tres ciudadanos. En 1908, en Bolonia, se descubrió que un grupo de mensajeros de telégrafos además de entregar los mensajes ofrecían sus cuerpos a cambio de emolumentos, tanto a caballeros como a damas. No hubo juicio, ya que no había delito, y aquellos que no estaban acusados de otros delitos fueron readmitidos en Correos. El cuerpo de bomberos de Milán se vio envuelto en un escándalo en 1909. El Scandalo dei pompieri es quizás uno de los mayores de la época y se saldó con la dimisión del alcalde de Milán, el marqués Ettore Ponti, y el duelo a florete de dos abogados. Parece ser que una serie de hombres se pasaban por el parque de bomberos de Milán para tener sexo con los bomberos y el hecho saltó a los periódicos. Quince bomberos fueron suspendidos, pero se evitó ir más allá, ya que estaban envueltas personalidades importantes y ricos hombres de la ciudad. También durante la I Guerra Mundial se usó ampliamente la acusación de «maricones» para desacreditar a todo aquel que se opusiese a los esfuerzos bélicos italianos, incluyendo a los pacifistas.
En Italia, el primer movimiento homosexual se reduce a la revista Rassegna di studi sessuali, la Società italiana per lo studio delle questioni sessuali y al fundador de ambas Aldo Mieli. Bajo la dirección de Mieli de 1921 a 1928, la revista imprimió importantes contribuciones sobre la homosexualidad, incluyendo algunos artículos de Magnus Hirschfeld. Mieli también participó en 1921 en el Congreso internacional por la reforma sexual, organizado por el Institut für Sexualwissenschaft. A pesar de conseguir publicar en 1922 un auténtico manifiesto por una alianza de los homosexuales, ese mismo año Mussolini dio su golpe de Estado y Mieli fue declarado «socialista peligroso» y «pederasta pasivo». Mieli pudo huir a Francia y más tarde a Argentina antes de ser detenido.

### La II Guerra Mundial

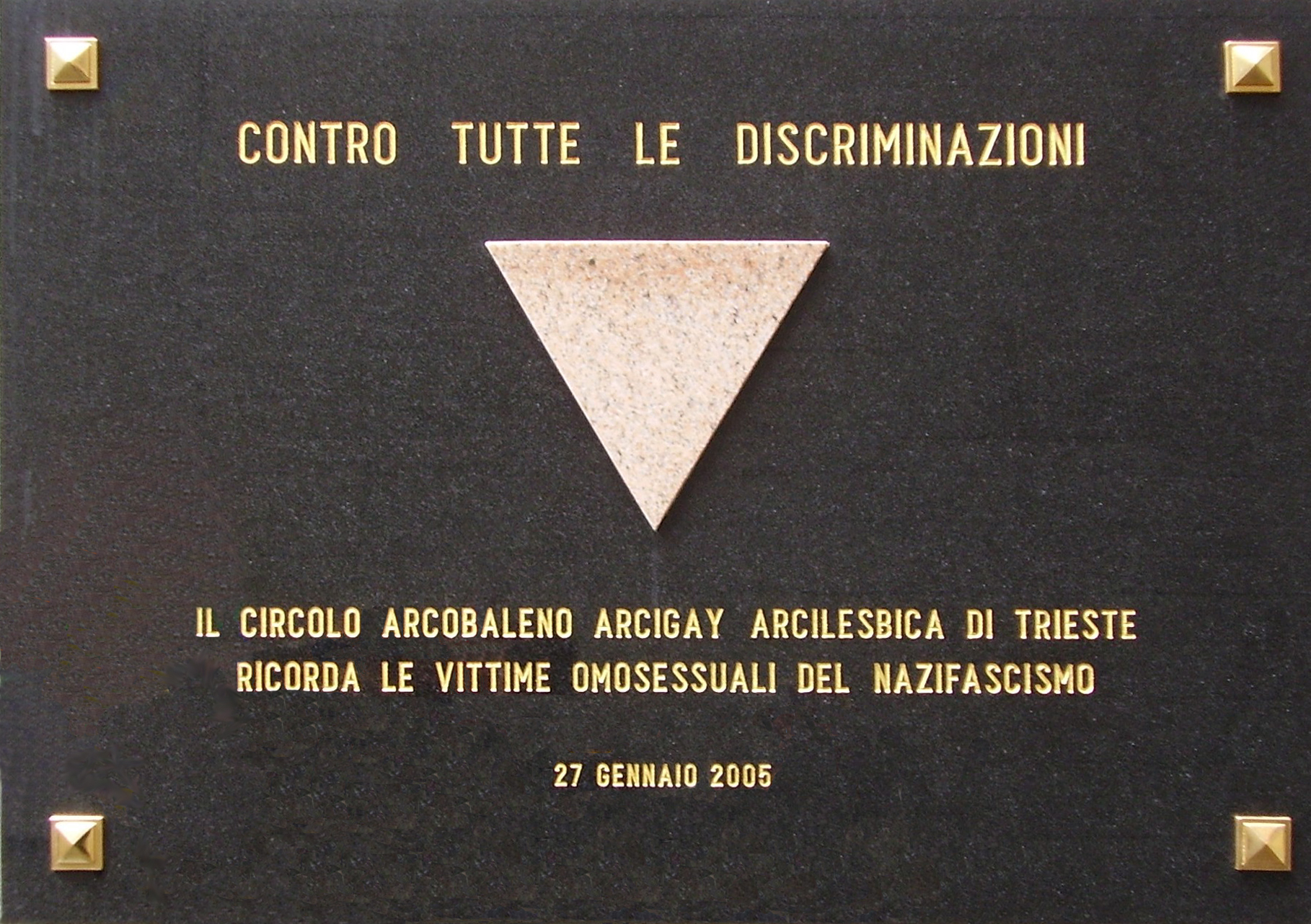
Gracias a la iniciativa de Arcigay, en enero de 2005 se colocó una placa para recordar la persecución de los homosexuales italianos por Mussolini en Risiera di San Sabba, el principal punto por el que se deportaron judíos y otros presos hacia los campos de concentración y exterminio. También existe un monolito recordatorio en Bolonia desde 1990.

Tras la toma de poder de Mussolini en octubre de 1922, no se introdujeron leyes condenando la homosexualidad, pero la sociedad continuó siendo profundamente homófoba. Incluso tras la introducción de un nuevo código penal en 1930 a medida del estado fascista, el llamado «Código de Rocco», la homosexualidad continuó siendo legal, a pesar de que se habían previsto penas en el proyecto. La idea era no publicitar la homosexualidad con una ley, además de que el régimen afirmaba que «los italianos son demasiado viriles para ser homosexuales», eso era un vicio considerado inglés o alemán. Solo se condenaban los casos con agravante: con uso de violencia o amenazas, abuso de menores hasta los 14 años, así como abuso de familiares, personas bajo tutela o incapacitadas hasta los 16 años. También eran ilegales el abuso de poder, el escándalo público y la prostitución.
Hacia comienzos de la década de 1930 comenzó a aumentar la presión contra los llamados culattoni. El 18 de junio de 1931 se publicó el real decreto n.º 773 que autorizaba «medidas del limpieza» contra todos aquellos que pusieran en peligro la moral y las buenas costumbres públicas. También se empleaban contra los homosexuales las leyes contra los «asociales» y el «escándalo público». La policía fue muy discreta en sus acciones, aunque posteriormente se realizaron redadas en los lugares de reunión de homosexuales. Los afectados sufrían palizas, detenciones, confiscación de bienes personales, registros domiciliarios, seguimientos y todo tipo de acoso.
Aquellos que eran condenados judicialmente por el decreto 773 corrían el peligro de ser deportados a una colonia de castigo, en islas de la costa italiana o en zonas montañosas, de 1 a 5 años. La condena solía imponerse a dos tipos de delitos: los «confinati comuni», aquellos hombres que eran conocidos por la policía local como practicantes del sexo anal, y los «confinati politici», aquellos en los que se veía un «peligro político», a menudo en el sentido de las leyes raciales italianas aprobadas en 1938. La decisión final no era tomada por el juez, sino por la administración provincial responsable. A pesar de que este capítulo de la historia italiana no está estudiado en profundidad, se conocen los casos de 300 confinati comuni, 196 de los cuales fueron deportados a las islas de Ustica y Favignana. Procedían de casi todas las ciudades importantes italianas, la mayoría de Venecia (38) y Roma (35). A ellos hay que unir los confinati politici, unos 88 de 1931 a 1941, destacando en número los procedentes de Catania, 42, debido a un juez muy estricto en su interpretación de las leyes. Las colonias de castigo de Ustica y Favignana fueron disueltas a finales de 1942, ante la cercanía de las tropas americanas, y aquellos que habían cumplido dos tercios de la condena fueron liberados, pero bajo vigilancia policial.
Hubo un intento de criminalizar la homosexualidad durante la República Social Italiana (1943-1945), pero fracasó.

### Tras la II Guerra Mundial
Tras la Guerra, la situación de los homosexuales no cambió y la «tolerancia represiva» se mantuvo en su mayoría. Durante la década de 1950 las voces aisladas que pedía una mayor aceptación para los homosexuales se vieron acalladas por una mayoría de médicos, y sobre todo de los nuevos sexólogos, que consideraban la homosexualidad un desorden o una enfermedad, recomendando desde deporte, o encuentros con prostitutas hasta terapia de electroshock para «curar» la homosexualidad. En la década de 1960 hubo algunos intentos de legislar contra la homosexualidad, aunque fuese prohibiendo cualquier discurso a su favor, pero no tuvieron éxito, gracias precisamente a la prevalencia de la «tolerancia represiva».
Sin embargo hubo excepciones, siendo el escándalo más importante de la posguerra el de los balletti verdi. El escándalo surgió en 1960, cuando se descubrió que se realizaban fiestas de homosexuales en Castel Mella, en las que participaban menores de edad (jóvenes de entre 18 y 21 años, cuando la mayoría de edad estaba en los 21 años). El escándalo creció entre revelaciones espectaculares de sexo desenfrenado y orgías, tráfico de drogas y de jóvenes suizos, y se extendió a otras ciudades italianas, en las que se pretendía haber descubierto organizaciones similares. Se detuvo a numerosas personas que supuestamente habían participado en los hechos; se interrogó incluso a Giò Stajano, no porque hubiese participado en las fiestas, sino simplemente por ser el único homosexual reconocido en Italia. La izquierda aprovechó para caracterizar a la homosexualidad como «un vicio burgués» y atacar a la iglesia; partidos minoritarios (Movimiento Social Italiano y Partido Social Democrático Italiano) intentaron introducir leyes contra la homosexualidad, en lo que fracasaron. Finalmente, el caso se cerró en 1964, con la declaración de inocencia para todos los implicados a excepción de una persona, que fue condenada por facilitar la prostitución. Las consecuencias para los implicados fueron terribles: tres se suicidaron y muchos perdieron el trabajo.
Un segundo escándalo surgió en 1964 con el «caso Braibanti», en el que los padres del amante de Aldo Braibanti le acusaron de manipular mentalmente a su hijo para convertirlo en homosexual. El llamado «plagio» era un delito introducido por Mussolini que condenada el lavado de cerebro o la manipulación mental de terceras personas, fue empleada durante su tiempo de validez en este único caso. Giovanni, el amante de Brabanti, a sus 23 años, fue encerrado en una clínica en Verona, donde sufrió una terapia de conversión a base de electroshocks durante 15 meses y posteriormente fue obligado a vivir en casa de sus padres. En la sentencia de 1968, Braibanti fue condenado a 9 años, que posteriormente fueron reducidos a 6 y luego a 4. Al contrario que en el escándalo anterior, el caso fue instrumentalizado por los sectores conservadores para demostrar la perversión de la izquierda, que estaba corrompiendo la juventud italiana y los valores tradicionales de la familia, ya que Braibanti era comunista y había sido partisano.

### El cambio tras 1969
El primer movimiento de liberación sexual italiano no era adepto a defender los derechos de los homosexuales.
Inspirada por Massimo Consoli (1945-2007) y su escrito Manifesto per la Rivoluzione Morale: l'Omosessualità Rivoluzionaria («Manifiesto por la revolución moral: la homosexualidad revolucionaria»), la primera organización homosexual en Italia fue formada en 1971: FUORI, Frente Unitario Homosexual Revolucionario Italiano, un acrónimo que en italiano significa «fuera [del armario]». En 1974 FUORI se alió políticamente con el Partido Radical, que permitió a su líder Angelo Pezzana ser elegido como el primer miembro gay del parlamento en 1976, aunque nunca llegó a ocupar su escaño, dimitiendo antes. Muchos miembros de la izquierda abandonaron en consecuencia la organización, prefiriendo unirse al movimiento estudiantil de 1977. FUORI se disolvió en 1982.
Uno de los activistas más importantes en abandonar FUORI fue el marxista Mario Mieli (1952-1983), que posteriormente ayudaría a formar el Collettivi Omosessuali Milanesi («Colectivos de Homosexuales Milaneses»). Algunos partidos italianos de izquierda, incluyendo el Partido Comunista de Italia, se fueron abriendo a las reivindicaciones LGBT durante la década de 1980, creándose una estrecha relación entre estos partidos y los movimientos feminista y LGBT. El colectivo cultural de izquierdas ARCI fue el origen de Arcigay, una especie «sección gay» fundada en Palermo en diciembre de 1980, que se convertiría luego en la principal organización gay del país, cuya central está en Bolonia. Durante la década de 1980 la principal reivindicación era lucha contra el sida y la realización de campañas específicas dirigidas a los homosexuales, rompiendo el tabú del uso del condón. En 1982 se fundó la revista Babilonia, la revista LGBT italiana más longeva, cerrada en 2009. En el mismo año, Italia se convirtió en el tercer país en legalizar el cambio de sexo para transexuales.
A finales de la década de 1970 se formó el primer grupo transexual, el Movimento Transessuali Italiani (MTI). Con ayuda del Partido Radical, el MTI consiguió modificar las leyes italianas para que se aceptase el cambio de sexo en dos pasos: primero los tribunales dan el permiso para el cambio de sexo basándose en informes médicos y psicológicos, y luego, con el certificado del cambio quirúrgico, se pueden modificar los documentos oficiales.
Las relaciones entre gais y lesbianas no fueron fáciles, debido, entre otras razones, a las tendencias separatistas de determinados grupos lésbicos. Pero en 1990 se fundó Arcigay Donna —más tarde Arcigay Arcilesbica— y una mujer, Graziella Bertozzo, fue elegida por primera vez como presidenta de Arcigay. Arcilesbica se independizó en 1996. En la década del 1990, el movimiento se fragmentó, aunque Arcigay se mantuvo como la principal organización nacional. Apareció Gaylib en 1997, más inclinado hacia la derecha, Antagonismo Gay, de métodos más radicales, o la organización lésbica Fuoricampo. A finales de la década, en 1999, se fundó la revista Pride.
Los destinos turísticos para gais y lesbianas, aparte de los centros de turismo general en las ciudades italianas, son las zonas costeras de Taormina, Catania, Noto, Amalfi, Viareggio y Torre del Lago.

### ElsigloXXI

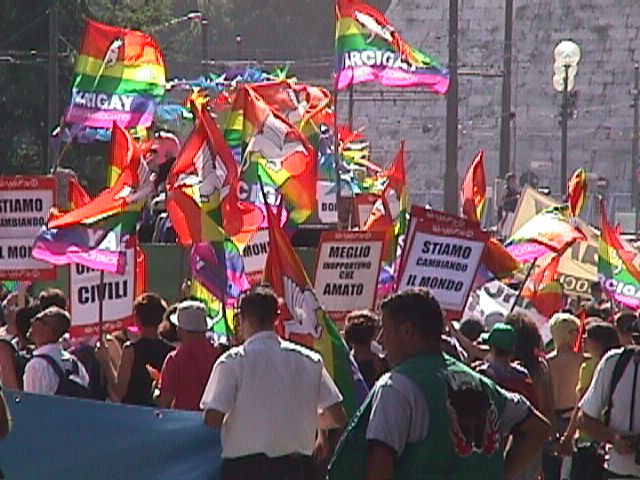
Banderas de Arcigay en el World Pride de 2000 en Roma.

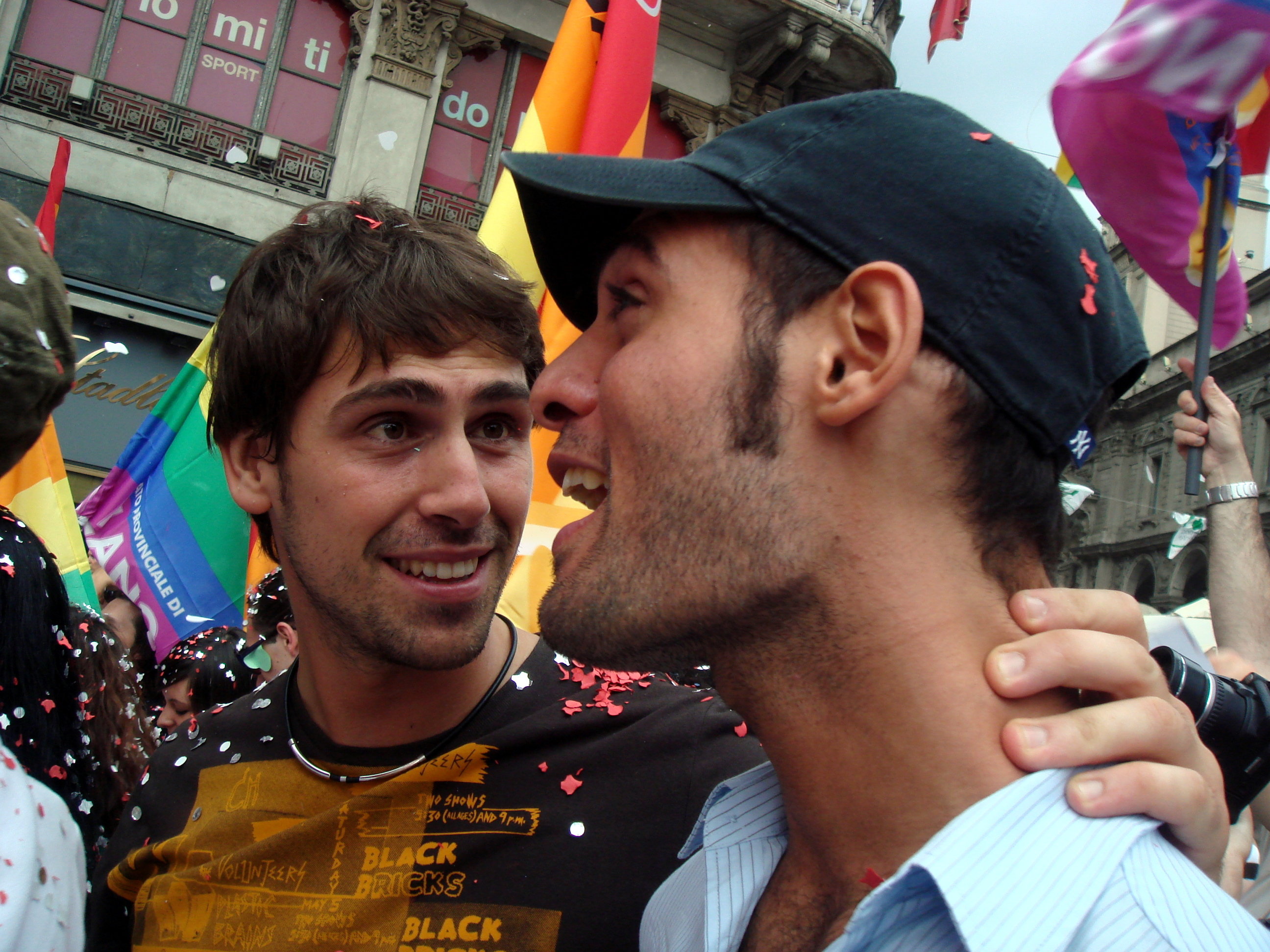
Pareja durante el orgullo de Milán en 2008

Un punto de inflexión importante fue el primer World Pride realizado en el año 2000 en Roma. El acontecimiento tuvo una polémica enorme, ya que la Iglesia católica consideraba en año 2000 como un gran jubileo, que debía atraer a miles de peregrinos a Roma, y lo consideraba una ofensa a los valores y sensibilidades cristianos; los partidos italianos de derechas apoyaron al Vaticano. A pesar de ello, el acontecimiento fue un éxito y la publicidad generada por la polémica visibilizó la lucha por los derechos LGBT y logró romper por primera vez el silencio secular que rodeaba a la homosexualidad.
El principal objetivo movimiento LGBT italiano en el siglo XXI ha sido la introducción legislación que proteja al colectivo LGBT contra la discriminación y contra la violencia homófoba, además de por algún reconocimiento legal para las parejas homosexuales. La Marcha del Orgullo de Italia se realiza cada año en una ciudad diferente, siendo las últimas Milán (2005), Turín (2006), Bolonia (2008), Génova (2009), Nápoles (2010) y Roma (2011), esta última coincidiendo con el Europride, además de numerosas otras manifestaciones locales. El 2 de marzo de 2007 fue inaugurada oficialmente la Gay Street de Roma, ubicada en la Via San Giovanni in Laterano y que reúne diversos negocios orientados al público LGBT de la capital italiana.
En el siglo XXI también ha comenzado a haber una presencia notable de homosexuales y activistas en los medios de comunicación y los estamentos políticos. Los principales son:
- Franco Grillini, cofundador y uno de los dirigentes de Arcigay, fundador de la agencia de noticias NOI («Noticias homosexuales italianas») y miembro del parlamento entre 2001 y 2008.
- Paola Concia, miembro del parlamento por el Partido Democrático desde 2008, es la única diputada abiertamente homosexual a 2011.[21]
- Titti De Simone, periodista, fue parlamentario de 2001 a 2008.
- Nichi Vendola, desde 2005 presidente de la región de Apulia, fue parlamentario de 1992 a 2005; es presidente del partido Sinistra, Ecologia, Libertà (SEL, «Izquierda, ecología y libertad»).[21] Vendola se opone tanto al matrimonio igualitario como a la adopción de menores por parte de homosexuales.[41]
- Vladimir Luxuria, activista transgénero que fue diputada de 2006 a 2008; también fue ganadora de la versión italiana de la Isla de los famosos en 2008.
- Ivan Scalfarotto, vicepresidente del Partido Democrático.
- Paolo Patanè, actual director de Arcigay.
- Aurelio Mancuso, anterior director de Arcigay y actual jefe de Equality Italia, la primera oficina de cabildeo por los derechos civiles LGBT de Italia.

El 19 de noviembre de 2020 fue presentado públicamente el Partido Gay, primera agrupación política dedicada especialmente a la defensa de los derechos LGBT.

## Situación social

Respuesta "en mi opinión, la discriminación por orientación sexual está muy o bastante extendida en el país" (2008).
61% - 100%
51% - 60%
41% - 50%
31% - 40%
0% - 30%

### Comportamiento
Un 42,6% de los homosexuales masculinos descubren su orientación sexual entre las edades de 11 y 15 años; un 20.9% lo hace entre los 16 y los 21. Las mujeres suelen tardar algo más. Un 42,1% de los hombres gais tienen relaciones homosexuales antes de los 15 años. En el caso de las mujeres, el descubrimiento se retrasa ligeramente respecto a los hombres, al igual que las primeras relaciones homosexuales: solo un 22,3% lo hace antes de los 15 años. En el caso de las lesbianas, estos primeros contactos homosexuales son posteriores a la adquisición de la identidad homosexual, al contrario del caso de los hombres, en los que los contactos sexuales preceden la identidad. La principal reacción a esta revelación es la de alegría (64.5% para las lesbianas, 47.2% para gais), pero el miedo y la culpabilidad también son importantes.
La mayoría de los gais dicen preferir las relaciones monógamas, lo que contrasta con el alto número de amantes. Las prácticas sexuales más comunes el sexo oral y la penetración. En general las actividades son polimorfas y dependen de las circunstancias.
Un estudio de 2013 realizado entre 4000 estudiantes de 14 a 18 años reveló que 5% se identifican como LGBT y que uno de cada tres había contemplado el suicidio. Un 70% afirmaba haber sufrido acoso escolar homofóbico. El acoso de alumnos LGBT en las aulas no es infrecuente y en casos aislados ha incluido a profesores. La cuestión ganó cierto relieve cuando Davide Tancredi, un adolescente gay de 17 años, escribió una carta abierta «como última alternativa al suicidio» en 2013, reflexionando sobre el suicidio de Dominique Venner, un activista contrario al matrimonio igualitario, mientras se producía una ola de suicidios de adolescentes LGBT. Casos prominentes de suicidio de adolescentes fueron el de Roberto, un joven romano de 14 años, y el de Andrea S., un joven romano de 15 años, que se suicidó tras años de acoso por parte de sus compañeros de clase por su aspecto afeminado. El caso de Andrea es singular porque tanto sus compañeros como sus profesores coinciden en negar el acoso homofóbico, a pesar de haber creado una página de Facebook dedicada específicamente a ello; por otra parte, la familia de Andrea niega que este fuera homosexual, que eso son «calumnias» y que «han querido burlarse de él, transformándole en un monstruo».

### Actitud social
Un estudio de 1998 realizado entre italianos católicos indicaba que el 72,2% estaba a favor de una «unión de facto» para homosexuales, aunque no queda claro el significado de «unión de facto». Otro estudio de 1998 muestra que un 47,1% de los jóvenes estaban de acuerdo con la frase «[las] parejas homosexual deben tener los mismos derechos que las parejas heterosexuales», aunque un 30% se oponía. La misma encuesta muestra que un 17,4% pensaba que la homosexualidad es una enfermedad y un 8,3% creía que es una forma de perversión sexual que debería ser prohibida. Otras encuestas muestran que un 11,2% de los italianos creen que se deberían tomar acciones legales contra los homosexuales y un 45,3% creen que la difusión social de la homosexualidad es un peligro.
En 2011 un estudio de Arcigay mostraba que las personas LGBT cobraban entre un 10 y un 32% menos que las personas heterosexuales. El estudio muestra que un 4,8% de los entrevistados había sido despedido por ser homosexual, un 13% había sido rechazado en una puesto de trabajo y un 19,1% había sido discriminado, lo que se dispara hasta el 45% en el caso de los transexuales. Un 52,5% no había revelado su homosexualidad al jefe y un 26,6% no se lo había revelado a nadie en el trabajo. En 2014 se produjo una multitudinaria manifestación en Roma en contra de un proyecto de ley de uniones civiles —que no contemplaban la adopción—, a favor de la «familia tradicional» y en contra de la «ideología de género», que según el Ministerio del Interior, reunió a 400 000 personas.
En 2014 se publicó la primera encuesta que da una clara mayoría de italianos a favor del matrimonio entre personas del mismo sexo, un 50%. Un 70% de los electores de Franco Grillini, un político homosexual de Izquierda Democrática, algo menos entre el electorado de izquierdas, un 64% del electorado de Forza Italia y un 56% del Partido Democrático están a favor. En 2016, en el marco de las discusiones sobre la aprobación de la unión civil abierta a homosexuales en Italia, se produjeron grandes manifestaciones a favor en más de 80 ciudades italianas bajo el lema «Es hora de ser civiles: Despierta, Italia».

### Discriminación y violencia homofóbica

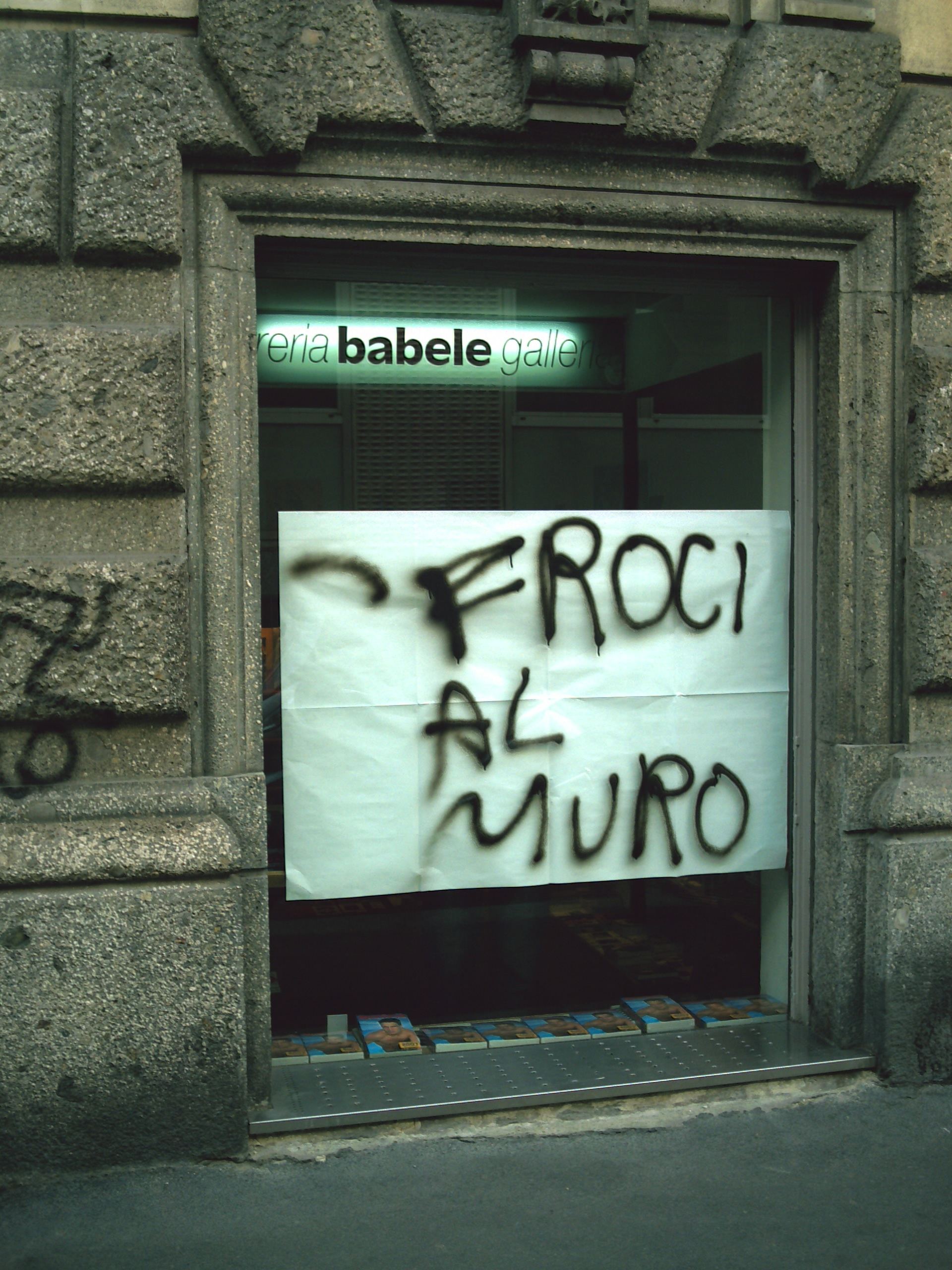
Grafiti homófobo pintado en febrero de 2006 en el escaparate de la librería LGBT Babele, en Milán. El texto se lee «Maricones al muro», haciendo referencia a que los homosexuales deberían ser fusilados. A la izquierda también se puede ver una esvástica.

Al inicio de los años 2000, la sociedad italiana ha visto surgir numerosas opiniones y grupos de extrema derecha, relacionadas con el fascismo. La violencia contra extranjeros, sobre todo gitanos rumanos y negros, marginados sociales, como prostitutas, mendigos o vendedores de drogas, y otras minorías, como judíos y homosexuales, aumentó..La violencia contra los homosexuales y transexuales en Italia llega a contar 21 homicidios y 125 agresiones, solo en los años 2008 y 2009, pero en el mismo tiempo aumentó también la aceptación de la homosexualidad. Italia es el segundo país europeo por número de asesinatos de transexuales, después de Turquía. La situación de los transexuales es tan grave, que solo en febrero de 2012 se produjeron 2 asesinatos (en Novara y Milán) y 3 agresiones graves (en Imola, Sicilia y Roma), además del descubrimiento de varios casos de abusos y explotación. Uno de los ejemplos más prominentes fue la agresión verbal a Paola Concia, diputada del Partido Democrático, cuando paseaba de la mano por el centro de Roma con su pareja. En Roma, en febrero de 2008 un ataque homófobo provocó el incendio del bar «Coming Out» y en 2009 hubo un ataque con dos bombas en la zona de ambiente de la capital, que no produjeron heridos. Incluso ha habido un «crimen de honor» en 2011, cuando un hombre acuchilló 19 veces a su hermano por ser gay y por ello «deshonrar a la familia». Otro caso similar ocurrió en 2016, cuando una pareja gay fue atacada por dos hombres armados con bates de béisbol y una pistola. El padre de una de las víctimas fue detenido poco después de los hechos. En agosto de 2008 una pareja de turistas gais fue agredida en pleno centro de Nápoles por un grupo de jóvenes ante la pasividad de la gente que los rodeaba. En general, los hechos ocurren ante la indiferencia de las autoridades.
De hecho, numerosos políticos, incluso los pertenecientes al gobierno, ha realizado declaraciones homófobas. El entonces primer ministro, Silvio Berlusconi, argumentó en 2010 frente a uno de sus escándalos con prostitutas y menores que «Mejor ser un apasionado de las chicas guapas que ser gay». En 2011, Carlo Giovanardi, Subsecretario de Estado de Familia, tachó de «mal gusto» un anuncio de IKEA que mostraba a una pareja gay y afirmó que «es atacar [a] la Constitución italiana con tanta violencia». De hecho, Giovanardi ya había declarado en septiembre de 2010 que «la adopción de matrimonios gais favorece el tráfico de niños». El diputado del Partido Demócrata Giorgio Merlo apoyó posteriormente las palabras de Giovanardi. Rocco Buttiglione, de la Unión de Demócratas Cristianos y de Centro, acusó a los homosexuales de aprovecharse de los hijos de las parejas heterosexuales para cobrar sus pensiones. Buttiglione ya había declarado en 2004 que consideraba la homosexualidad como un «pecado» y un «desorden moral». En septiembre de 2011 el diputado Giancarlo Lehner, del partido Pueblo de la Libertad en el gobierno, comparó la homosexualidad y el canibalismo. La cuestión incluso ha llegado a las manos en el parlamento, cuando el diputado Massimo Polledri, de la Liga Norte, agredió a Pierangelo Ferrari del PD al grito de «me has llamado enfermo». De hecho, Ferrari había llamado «homófobo» a Polledri, que creyó que le estaban llamando «maricón».
A nivel local, en 2008, el entonces alcalde de Treviso, Giancarlo Gentilini, apodado el Sheriff, llevó a cabo lo que se ha llamado una «limpieza étnica de maricones», «librando» de homosexuales y lesbianas los lugares públicos en los que se reunían. En 2011, el sucesor de Gentilini, Gian Paolo Gobbo, quiso multar a los hombres que se besen públicamente en su ciudad. El ayuntamiento de Bérgamo prohibió en 2010 una exposición al aire libre de fotografías por el Día Internacional contra la Homofobia en las que se mostraba a homosexuales besándose.
También a nivel administrativo está extendida la homofobia. En 2000, se le retiró el carné de conducir a un joven de Catania por ser homosexual. Aunque un tribunal de Catania condenó a los ministerios de Defensa y de Transporte a pagar al afectado 20.000 €, el caso fue apelándose hasta que en enero de 2015, 15 años después de la primera denuncia, el tribunal supremo le dio definitivamente la razón. El hecho se repitió en 2011, cuando se le denegó la renovación del carné de conducir a un joven de Brindisi (Puglia). En 2007 se arrestó a una pareja gay en Roma por besarse de forma «indecente» y «ultraje al pudor» a las dos de la madrugada frente al Coliseo; en octubre de 2014 seis activistas LGBT fueron acusados de desorden público por el fiscal del estado en Perugia, por haberse besado para protestar en contra de una manifestación en oposición al matrimonio igualitario. Algunos bares, discotecas y locales LGBT están sufriendo acoso administrativo y cierres o dificultades para continuar con su actividad, sobre todo en Versilia, en la Toscana. Otros ejemplos son el rechazo de lesbianas para donar sangre, a pesar de que no existe ley o regulación impidéndolo, o impedir que una pareja de homosexuales sean enterrados en nichos contiguos en un cementerio.

## Iglesia católica
La influencia de la Iglesia católica en la sociedad italiana es enorme pero se está reduciendo. 
La posición oficial de la iglesia es la aceptación del «homosexual», pero el rechazo de los «actos homosexuales», entendiendo por tales principalmente el sexo entre hombres, que consideran «actos voluntarios», diferenciando entre «pecado» y «pecador».

[...] 'los actos homosexuales son intrínsecamente desordenados'. Son contrarios a la ley natural [...] No proceden de una verdadera complementariedad afectiva y sexual. No pueden recibir aprobación en ningún caso.
Catecismo de la Iglesia Católica, párrafo 2357

En su aplicación práctica, esta distinción no está tan clara. Por ejemplo, la oposición de la iglesia a la celebración del World Pride en el año 2000 en Roma, del que se ha hablado más arriba, o la prohibición a un obispo francés de participar en una conferencia sobre la religión y la homosexualidad en Roma. El Vaticano también se opuso firmemente en 2008 a una declaración en la ONU a favor de la legalización de la homosexualidad, teniendo en cuenta que la homosexualidad todavía está penada con la muerte en numerosos países del mundo. Temían que la legalización de la homosexualidad pudiese llevar a los activistas LGBT en esos países a solicitar más adelante el derecho al matrimonio. En este sentido, la oposición de la Iglesia católica al matrimonio igualitario es absoluto. En 2003, el cura de Pinerolo, Franco Barbero, de 63 años, fue expulsado del sacerdocio por haber casado a docenas de parejas de homosexuales. En general, cualquier intento de igualar los derechos de las familias de homosexuales a las familias heterosexuales, llamadas «tradicionales», es rechazado con firmeza. Esto incluye el matrimonio, viudedad, los derechos parentales, adopción, etc.
Los homosexuales tampoco son admitidos en el sacerdocio o a las órdenes religiosas,

[...] no puede admitir al Seminario y a las Órdenes Sagradas a quienes practican la homosexualidad, presentan tendencias homosexuales profundamente arraigadas o sostienen la así llamada cultura gay.
Congregación para la educación católica

A pesar de ello, en 2010 se produjo un escándalo con la publicación por la revista Panorama, perteneciente a la familia Berlusconi, de un reportaje sobre algunos sacerdotes que participan en la vida nocturna y las fiestas de ambiente gay de Roma. Los periodistas de Panorama siguieron con cámaras ocultas las actividades de diversos curas romanos, que de día realizaban sus labores pastorales y de noche salían a buscar sexo en bares gais. En una declaración oficial, la diócesis de Roma sugirió a los curas homosexuales que salieran del armario públicamente y dejaran de aprovecharse de la Iglesia católica, «nadie los obliga a seguir siendo curas, aprovechando exclusivamente de los beneficios». Defensores de afectados por los casos de pederastia en la Iglesia católica han criticado las reacciones inmediatas y fulminantes de la Iglesia, en el sentido de expulsar a los homosexuales, comparándolas con el permitir y ocultar los casos de pederastia. Unos meses antes, en marzo de 2010, ya se había producido un escándalo, cuando se hizo público que Thomas Chinedu Ehiem, un corista del Vaticano, buscaba prostitutos para Angelo Balducci, «gentilhombre» del papa Benedicto XVI. En abril de 2011, el periodista italiano Carmelo Abbate, publicó el libro El Vaticano y el sexo: viaje secreto al reino de los castos, en el que recoge y amplía la información sobre el ambiente gay en el Vaticano.
- http://www.dosmanzanas.com/2011/10/el-arzobispado-de-turin-defiende-las-%e2%80%9cterapias-reparadoras%e2%80%9d-de-la-homosexualidad-y-pide-que-no-se-limite-su-financiacion.html

## Situación legal
En 2011, un informe de la ILGA daba a Italia 0 puntos en una clasificación europea de derechos LGBT que iba desde los 17 a los -7 puntos. Esto coloca a Italia a la misma altura que Letonia, Malta y Rusia, por detrás de países como Polonia, Lituania, Rumanía o Albania y muy lejos de países como el Reino Unido, Suecia, Noruega, Alemania, Países Bajos, Bélgica, Francia, España o Portugal, con 12 o más puntos.
La edad de consentimiento es idéntica a la heterosexual y está en los 14 años.
Varias regiones italianas poseen leyes en contra de la discriminación, como la Toscana o el Piamonte. Desde el fin del plazo para la introducción de las directivas europeas contra la discriminación, desde 2005 existe una protección contra la discriminación por orientación sexual en el trabajo para todo el país. En octubre de 2009, el parlamento italiano rechazó una ley para introducir la discriminación sexual como agravante de delitos.
- http://www.culturagay.it/cg/saggio.php?id=102

Aunque en los últimos años, el respeto y la tolerancia va creciendo en la sociedad italiana, según una encuesta realizada la aceptación varía entre el 61% al 74%.

### Matrimonio y unión civil
El matrimonio no está permitido pero unión civil está abiertas a parejas homosexuales en Italia.
Desde el año 2004 se discute a nivel político y en los medios de comunicación el reconocimiento de las parejas homosexuales. Varias regiones han tomado desde 2005 decisiones simbólicas para el reconocimiento de parejas homosexuales en sus parlamentos dominados por el centroizquierda, como ha sido el caso de Umbría, Emilia-Romaña, Campania, Marcas, Apulia, Lacio, Liguria, Abruzos y Sicilia. Pero asuntos como las herencias o los privilegios legales de los matrimonios, solo pueden ser modificadas por el parlamento de Roma. El gobierno de Romano Prodi preparó en primavera de 2006 un proyecto de ley en esa dirección, con el nombre de DIritti e doveri delle persone stabilmente COnviventi (DICO, «derechos y deberes de las personas que conviven establemente»). El proyecto se enfrentó con la resistencia de la iglesia católica y fue abandonado con el cambio de gobierno a favor de Silvio Berlusconi en 2006.
El 5 de junio de 2016 entró en vigor la ley sobre las uniones civiles, conocida también como “Ley Cirinnà” (o sea el nombre de la senadora que la propuso). Las uniones civiles en Italia son la forma de reglamentación para las parejas homosexuales y, aunque no tenga el nombre de matrimonio, prevé casi los mismos derechos y deberes del matrimonio (excepto la adopción y la obligación de fidelidad). 
- http://www.dosmanzanas.com/2012/02/italia-historica-sentencia-a-favor-de-una-pareja-del-mismo-sexo-casada-en-espana.html

## Cultura
Dentro del mundo de la cultura, existen una serie de personalidades homosexuales que han contribuido a la visibilidad de la comunidad LGBT.
En mundo de la moda y el diseño hay que mencionar a Valentino y a su socio Giancarlo Giammetti, que dirigen una de las firmas de moda más prestigiosas del mundo. También Giorgio Armani debe ser mencionado, otro de los grandes modistos y diseñadores mundiales, el diseñador de mayor éxito comercial de Italia.

### Literatura

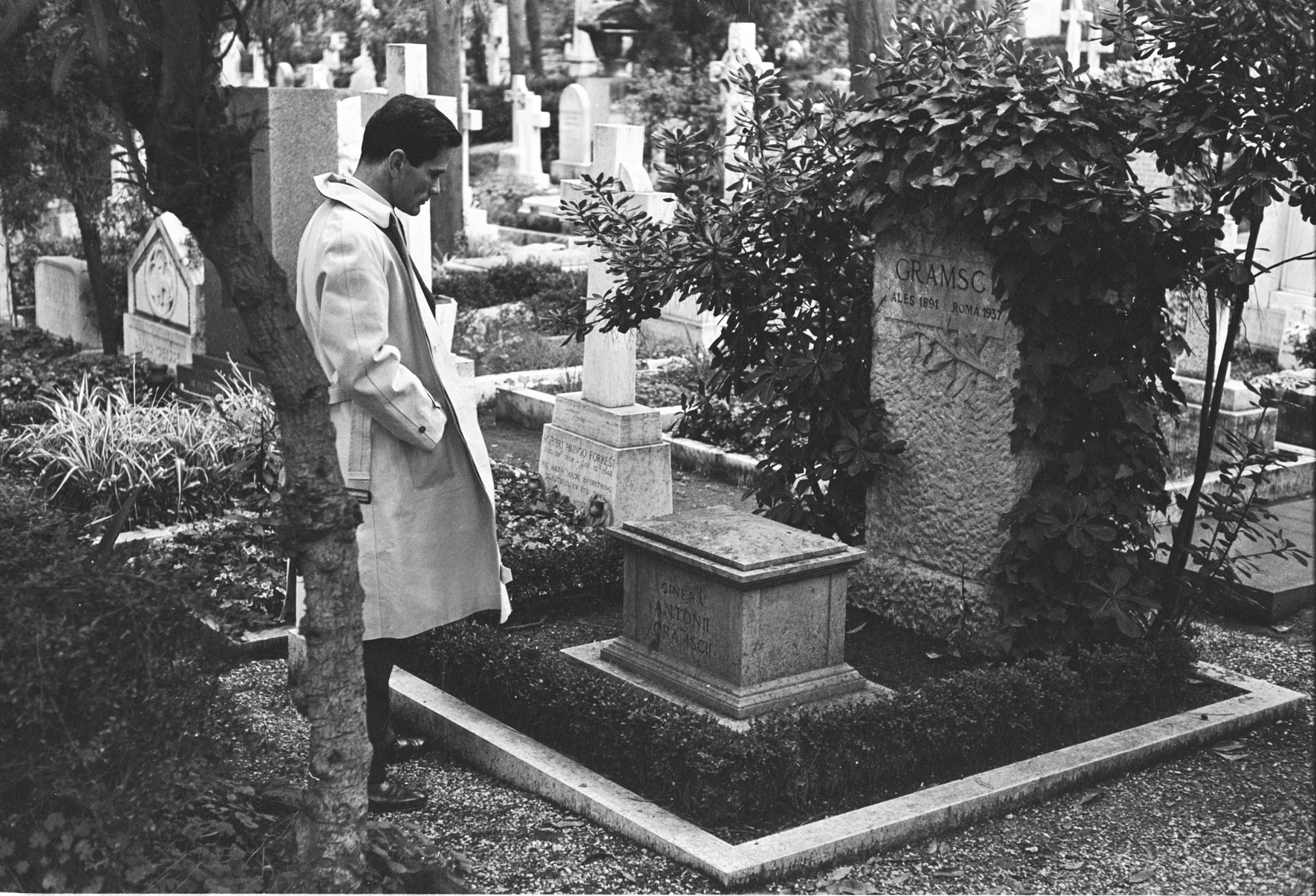
Pasolini ante la tumba de Gramsci. Pasolini, gracias a sus actividades en el cine, es sin duda el escritor gay más conocido internacionalmente de Italia.

Los diversos autores gais italianos de la primera mitad del siglo XX, entre los que se cuentan Umberto Saba, Carlo Emilio Gadda, Sandro Penna, Mario Soldati o Piero Santi, prefirieron que la homosexualidad permaneciese un hecho privado y no se reflejase en sus obras. Aquellos que se atrevieron a abordar el tema, censuraron sus propias obras o las escribieron para no publicarlas. Ejemplos son Aldo Palazzeschi, que tras publicar en 1908 :riflessi («:reflexiones»), posteriormente, lo reeditó con el título Allegoria di novembre, suavizando el contenido homosexual. Su obra Interrogatorio della contessa Maria solo fue publicada catorce años después de su muerte. Giovanni Comisso escribió en la década de 1930 Gioco d'infanzia («Juego de infancia»), que publicó en versión expurgada en 1965; la versión íntegra solo se pudo descubrir en 1994. La novela I neoplatonici de Luigi Settembrini, disimulada como una traducción del griego antiguo y escrita en la década de 1930, solo se publicó en 1977.
Tras la II Guerra Mundial, la homosexualidad se menciona poco en la literatura —Vasco Pratolini o Alberto Moravia—, aunque siempre dentro del marco que representan los estereotipos: corruptor, pederasta, libidinoso, perverso, afeminado o enfermo. En la década de 1950 aparecen las primeras obras de autores como Pier Paolo Pasolini, Giuseppe Patroni Griffi, Giovanni Testori o Alberto Arbasino, cuya homosexualidad es conocida, pero que tampoco consiguen apartarse del estereotipo del gay enfermo, marginal y solitario. La única excepción en este panorama son los poemas de Sandro Penna. A pesar de esta representación negativa, simplemente mencionar el tema provocaba un escándalo y los textos fueron objetivo de la justicia y la censura, como fue el caso con Ragazzi di vita y Una vita violenta de Pasolini. Giò Stajano publicó 1959 Roma capovolta, definido por un periodista como «el manifiesto de aquellos que lo son»; la obra fue prohibida inmediatamente.
No fue hasta la década de 1970 que cambió el panorama, aumentando la publicación de obras de contenido homosexual, de manos del movimiento de liberación homosexual. En la década de 1980, Pier Vittorio Tondelli, con Altri libertini (1980) y Pao Pao (1982), marcan un nuevo giro en la forma de representar la homosexualidad. También Aldo Busi irrumpe en el panorama literario con Seminario sobre la juventud (1984), en el que emplea la homosexualidad como arma subversiva. A partir de ellos, con el tabú superado, rompiendo con el pasado, numerosos autores lo tratarán en sus obras, aunque rechacen la etiqueta de «escritor gay», procurando presentar una visión más global del mundo. Entre ellos hay que destacar a Walter Siti, Mario Fortunato, Matteo B. Bianchi, Gianni Farinetti, Alessandro Golinelli y Marco Lanzol.
Una de las primeras novelas de contenido lésbico en Italia fue Il passagio (1919), de Sibilla Aleramo, en la que cuenta su relación con Lina Poletti, la que fuera su amante durante aproximadamente un año. Un segundo libro de Aleramo, Andando e stando (1921), describe el ambiente lésbico de París y el salón de Natalie Clifford Barney. La literatura lésbica no rompió definitivamente con su silencio secular hasta la década de 1990. Se pueden destacar las novelas Lei cosi amata (2000) de Melania G. Mazzucco, Il matrimonio di Maria (1998) de Rossana Campo, Luminal (1998) de Isabella Santacroce, Benzina (1998) de Elena Stancanelli, el ensayo Io ho una bella figlia (1998) de Daniella Dana y la obra colectiva M@iling desire (1999).

### Cine
Dos de los directores más importantes del cine italiano eran homosexuales o bisexuales: Luchino Visconti y Pier Paolo Pasolini. Luchino Visconti, un cineasta abiertamente bisexual, fue uno de los fundadores del Neorrealismo italiano, que evolucionaría más tarde hacia un cine más estilizado y personal, en el que era frecuente la presencia de personajes homosexuales y el homoerotismo. Su primera película con tintes gais fue Obsesión (1943), en la que presentaba veladamente la intensa amistad entre dos de los protagonistas como una relación amorosa. Otros títulos de Visconti con elementos homosexuales fueron Rocco y sus hermanos (1963) o la más explícita La caída de los dioses (1969), en la que hizo una reconstrucción de la noche de los cuchillos largos. Pero sin duda su película más emblemática fue Muerte en Venecia (1971), adaptación al cine de la novela de Thomas Mann, en la que un compositor de música, inspirado en Gustav Mahler y obsesionado por la belleza y la perfección, se enamora de un joven italiano.
La homosexualidad también fue determinante en el cine de Pier Paolo Pasolini, que la utilizó de forma política y la presentó como lo opuesto a la forma de vida burguesa. En sus propias palabras, concibió su largometraje Teorema (1968) en la que todos los miembros de una familia se enamoran del personaje interpretado por Terence Stamp, como «una historia religiosa, un dios que llega a una familia burguesa; bello, joven, fascinante, ángel y/o demonio». En su Trilogía de la vida, compuesta por El Decamerón (1971), Los cuentos de Canterbury (1972) y Las mil y una noches (1974), adaptó textos clásicos, dejando de lado la política explícita para mostrar el fascismo y la dominación por medio del erotismo. Su último y polémico filme, Saló o los 120 días de Sodoma (1976), fue estrenado dos semanas antes de su muerte, y en él fusionó la Italia fascista de Mussolini con la filosofía del Marqués de Sade, mostrando escenas de violación, humillación sexual, coprofagia y tortura.
Si Visconti y Pasolini hicieron de la homosexualidad una parte importante de su discurso, otros directores gays como Franco Zeffirelli o Bernardo Bertolucci han hecho mención con menor frecuencia. De la filmografía de Bertolucci, su película más abiertamente homosexual fue El conformista (1970), en la que durante la dictadura de Mussolini, un hombre gay reniega de su sexualidad, casándose con una mujer y afiliándose al partido fascista para intentar parecer heterosexual. También ambientada en el mismo periodo de la historia italiana, Una jornada particular de Ettore Scola (1977) muestra la amistad entre Sofia Loren, casada con un miembro del partido fascista fanático y autoritario, y un homosexual interpretado por Marcello Mastroianni, que representa lo contrario a su marido.
Esta «edad de oro» de la homosexualidad en el cine italiano fue sucedida por casi dos décadas en las que apenas se exportaron películas con esta temática. El testigo lo recogió a mediados de los 90 el realizador turco-italiano Ferzan Özpetek, que ha desarrollado una carrera cuyo denominador común está en el amor y la homosexualidad. La primera película de Özpetek, Hamam: el baño turco (1997), obtuvo relevancia internacional y en ella narraba la historia de un hombre italiano que, tras recibir una herencia de un pariente en Turquía, abandona a su esposa y su acomodada vida en Italia, para viajar a Estambul, donde en poco tiempo después inicia una íntima amistad con un joven. Otras de sus películas destacables han sido El hada ignorante (2001) o La ventana de enfrente (2004).
Fundado en 1986 por Ottavio Mai y Giovanni Minerba, desde entonces se celebra con un ritmo anual en Turín el Torino International Gay&Lesbian Film Festival o TOGAY.

### Música
Entre los cantantes, hay que mencionar a Renato Zero; pero sobre todo a Tiziano Ferro, una de las grandes personalidades italianas en hablar públicamente de su homosexualidad, tal y como lo hizo en la revista Vanity Fair el 6 de octubre de 2010.
La homofobia también se ha extendido a la música. En 2009, la canción Luca era gay del cantautor Povia, ganó el segundo premio del Festival de San Remo por votación popular, además del premio de la sala de prensa de radio y TV. La canción parece referirse a un «ex-gay» llamado Luca Di Tolve y, según declaraciones de Aurelio Mancuso, presidente de Arcigay, «utiliza todo el armamento de las organizaciones católicas integristas. La canción que presentará en San Remo, al margen de las edulcoradas palabras que habrá elegido, es el manifiesto político de un movimiento religioso que ha sido varias veces desmentido por la ciencia». El rapero siciliano Salmo, en la canción «mierda en la cabeza», afirma que «Si tuviera un hijo gay le pegaría una paliza». Al escándalo que siguió, Salmo respondió con unas declaraciones en su página de Facebook en las que, entre otras afirmaciones homófobas, decía que «a menudo no sois simplemente gay por naturaleza sino sólo seres humanos pervertidos en búsqueda de una coartada», comentario que fue valorado con un «me gusta» por miles de internautas. Después de que el escándalo aumentase, Salmo se retractó en una entrevista, comentando que no tiene nada «en contra de los homosexuales». Por otra parte, los cantantes Laura Pausini, Giorgia y Tiziano Ferro realizaron en 2012 delcaraciones a favor de los derechos LGBT.
No debemos olvidar también a los artistas extranjeros, entre ellos la agrupación española de Mecano. Ellos lanzaron un álbum titulado "Figlio della luna", con temas musicales cantados en italiano. En este álbum incluye el tema musical titulado "Mujer contra mujer" o "Croce di lame", pese a que en Italia hablar sobre este tema de la homosexualidad sigue siendo aún un tema tabú por algunas sociedades conservadoras, esta canción ha logrado ser un éxito ocupando los primeros lugares en este país.

### Televisión
La cadena pública Rai 4 emite la serie juvenil Física o Química en su canal digital. En la serie uno de los protagonistas, Fer, es un adolescente homosexual. La agrupación de telespectadores católicos Aiart ha exigido que la serie se deje de emitir en Italia, a lo que se ha negado el director de la cadena Carlo Freccero.
La censura de la homosexualidad en la televisión italiana no es la excepción. En una emisión de la película Brokeback Mountain, sobre el amor entre dos hombres, en el canal de televisión pública italiana Rai Due en diciembre del 2008, fueron cortadas tres escenas homosexuales, entre las que se encontraban dos besos entre los protagonistas, mientras que otras escenas heterosexuales más explícitas o violentas sí fueron mostradas. El director de la televisión, Claudio Petruccioli, pidió disculpas por el «error» y el jefe de Rai Due Antonio Marano anunció que emitirían la película completa después de Navidades. En 2010, la Rai volvió a emitir en su canal por satélite la versión censurada. En 2011, la televisión RaiUno decidió no emitir un capítulo de la serie alemana Un ciclone in convento («Un ciclón en el convento») en la que se realizaba un matrimonio igualitario en el convento. En 2012, la cadena Rete4, propiedad de Berlusconi, censuró escenas de contenido homosexual en la serie británica Downton Abbey.